# Clark Glacier (glaciär i Antarktis)
Clark Glacier är en glaciär i Antarktis. Den ligger i Östantarktis. Nya Zeeland gör anspråk på området. Clark Glacier ligger 1 096 meter över havet.
Terrängen runt Clark Glacier är kuperad åt nordväst, men åt sydost är den bergig. Trakten är obefolkad. Det finns inga samhällen i närheten.